# Rudelka
Rudelka – niewielki las (określany również jako park leśny) w Toruniu, z utwardzonymi traktami, siłownią plenerową, placem zabaw i ścieżką edukacyjną. Położona jest między ul. Balonową a ul. Bema, łączy Bydgoskie Przedmieście z Bielanami. W okresie zaboru pruskiego znajdował się w tym miejsce tor saneczkowy (niem. Rodelbahn, stąd obecna nazwa). W latach 30. XX wieku wytyczono kilka traktów pieszych oraz unowocześniono tor saneczkowy w południowej części lasu. W okresie komunistycznym w Rudelce ulokowano urządzenia zagłuszające zachodnie stacje radiowe. W 2019 roku przeprowadzono w Rudelce prace remontowe i porządkowe.